# محمد عسيران
الشيخ محمد عسيران (بالإنجليزية: Sheikh Mohamad Osseiran) هو مفتي شيعة الجعفرية في صيدا ومقاطعة الزهراني في جنوب لبنان، يُعرف الشيخ عسيران بأنه سياسي لبناني مسلم معتدل يركز الكثير من جهوده على الحوار بين الأديان، ويُعَد عسيران أيضًا مؤسس مشارك ومتحدث باسم المنظمة العالمية للفقه الإسلامي (WOP-IJ).
عسيران هو من أتباع آية الله العظمى علي السيستاني، كما كان أيضًا شريكًا مقربًا جدًا لآية الله محمد مهدي شمس الدين -المؤسس المشارك ورئيس المجلس الإسلامي الأعلى في لبنان لاحقًا-.
عسيران متزوج من د.زينب ديراني عسيران.

## حياته السابقة
وُلِد عسيران في صيدا -أكبر مدينة في جنوب لبنان وموطن أجداد عائلة عسيران- لحسن عسيران -مالك إقطاعي- وأمينة عسيران -ربة منزل-، وللشيخ عسيران خمسة أشقاء وخمس شقيقات.

## تعليمه
بدأ محمد عسيران دراساته اللاهوتية في معهد ديني في صور بلبنان، ثم انتقل إلى النجف بالعراق لمتابعة الدراسات المتقدمة في الندوات الكبرى هناك، كان عسيران طالباً وتابعًا للراحل آية الله العظمى أبو القاسم الخوئي، وقد بقي عسيران في النجف حتى بدأ صدام حسين بالضغط على علماء الشيعة غير العراقيين لمغادرة البلاد.

## ولاية الفقيه
يُعرف عسيران بأنه أحد معارضي ولاية الفقيه؛ فلكونه شيعِيّ تقليديّ من مدارس النجف للفقه الشيعي عُرف عسيران باعتداله في السياسات والمواقف والخطاب الديني.

## المراكز الإسلامية
عسيران هو أمين الحسينية بصيدا، وبعد مغادرة النجف عاد عسيران إلى مسقط رأسه وعُهد إليه بإدارة الحسينية بصيدا بموجب مرسوم من آية الله الخوئي.

## أعماله

### كتب
- الألفيّة في الصلاة اليومية (Al-Alfiyah fi as-Salaat al-"A Millenary in the Daily Prayers")

## طالع أيضًا
- علي الحسيني السيستاني
- عائلة عسيران
- عادل عسيران
- علي عسيران
- إياد علاوي
- أحمد الجلبي
- صيدا

## روابط خارجية
- الشيخ محمد عسيران
- المنظمة العالمية للفقه الإسلامي